# 小行星4570
小行星4570（英語：4570 Runcorn）是一颗围绕太阳公转的小行星。1985年8月14日，愛德華·鮑威爾在可可尼诺县发现了此天体。
这颗小行星的绝对星等为208.8987654662127等。